# Resolutie 990 Veiligheidsraad Verenigde Naties
Resolutie 990 van de Veiligheidsraad van de Verenigde Naties werd unaniem aangenomen op 28 april 1995.

## Achtergrond
In 1980 overleed de Joegoslavische leider Tito, die decennialang de bindende kracht was geweest tussen de zes deelstaten van het land. Na zijn dood kende het nationalisme een sterke opmars, en in 1991 verklaarden verschillende deelstaten zich onafhankelijk. Hierdoor ontstonden burgeroorlogen met minderheden die tegen onafhankelijkheid waren in de deelstaten. Zo geschiedde ook in Kroatië, waar in de eerste helft van de jaren 1990 een bloedige burgeroorlog werd uitgevochten tussen Kroaten en Serven, en waarbij op grote schaal etnische zuiveringen plaatsvonden. De VN-vredesmacht UNPROFOR, later vervangen door UNCRO, moest een staakt-het-vuren bewerkstelligen en veilige zones creëren voor de bevolking.

## Inhoud
De Veiligheidsraad:
- herinnert aan zijn vorige resoluties over het conflict in ex-Joegoslavië, en vooral de resoluties 981 en 982;
- heeft het rapport van de secretaris-generaal beschouwd;
- denkt aan het belang van alle informatie over de uitvoering van de vorige resoluties die aan de secretaris-generaal ter beschikking wordt gesteld;
- vevestigt de veiligheid en bewegingsvrijheid van de VN-vredesmachten in ex-Joegoslavië te willen vrijwaren;

1. verwelkomt het rapport, en vooral de regelingen over de uitvoering van het mandaat van UNCRO in Kroatië;
2. besluit om de inzet van UNCRO zoals in het voornoemde rapport beschreven te autoriseren;
3. roept Kroatië en de lokale Servische autoriteiten op om samen te werken met UNCRO;
4. is bezorgd dat er nog geen status of forces-akkoord is getekend; roept Kroatië nogmaals op dat onverwijld te doen en vraagt de secretaris-generaal voor of op 15 mei te rapporteren;
5. besluit om op de hoogte te blijven.

## Verwante resoluties
- Resolutie 987 Veiligheidsraad Verenigde Naties
- Resolutie 988 Veiligheidsraad Verenigde Naties
- Resolutie 992 Veiligheidsraad Verenigde Naties
- Resolutie 994 Veiligheidsraad Verenigde Naties

Lijst ·  970 ·  971 ·  972 ·  973 ·  974 ·  975 ·  976 ·  977 ·  978 ·  979 ·  980 ·  981 ·  982 ·  983 ·  984 ·  985 ·  986 ·  987 ·  988 ·  989 ·  990 ·  991 ·  992 ·  993 ·  994 ·  995 ·  996 ·  997 ·  998 ·  999 ·  1000 ·  1001 ·  1002 ·  1003 ·  1004 ·  1005 ·  1006 ·  1007 ·  1008 ·  1009 ·  1010 ·  1011 ·  1012 ·  1013 ·  1014 ·  1015 ·  1016 ·  1017 ·  1018 ·  1019 ·  1020 ·  1021 ·  1022 ·  1023 ·  1024 ·  1025 ·  1026 ·  1027 ·  1028 ·  1029 ·  1030 ·  1031 ·  1032 ·  1033 ·  1034 ·  1035